# 芬斯內斯

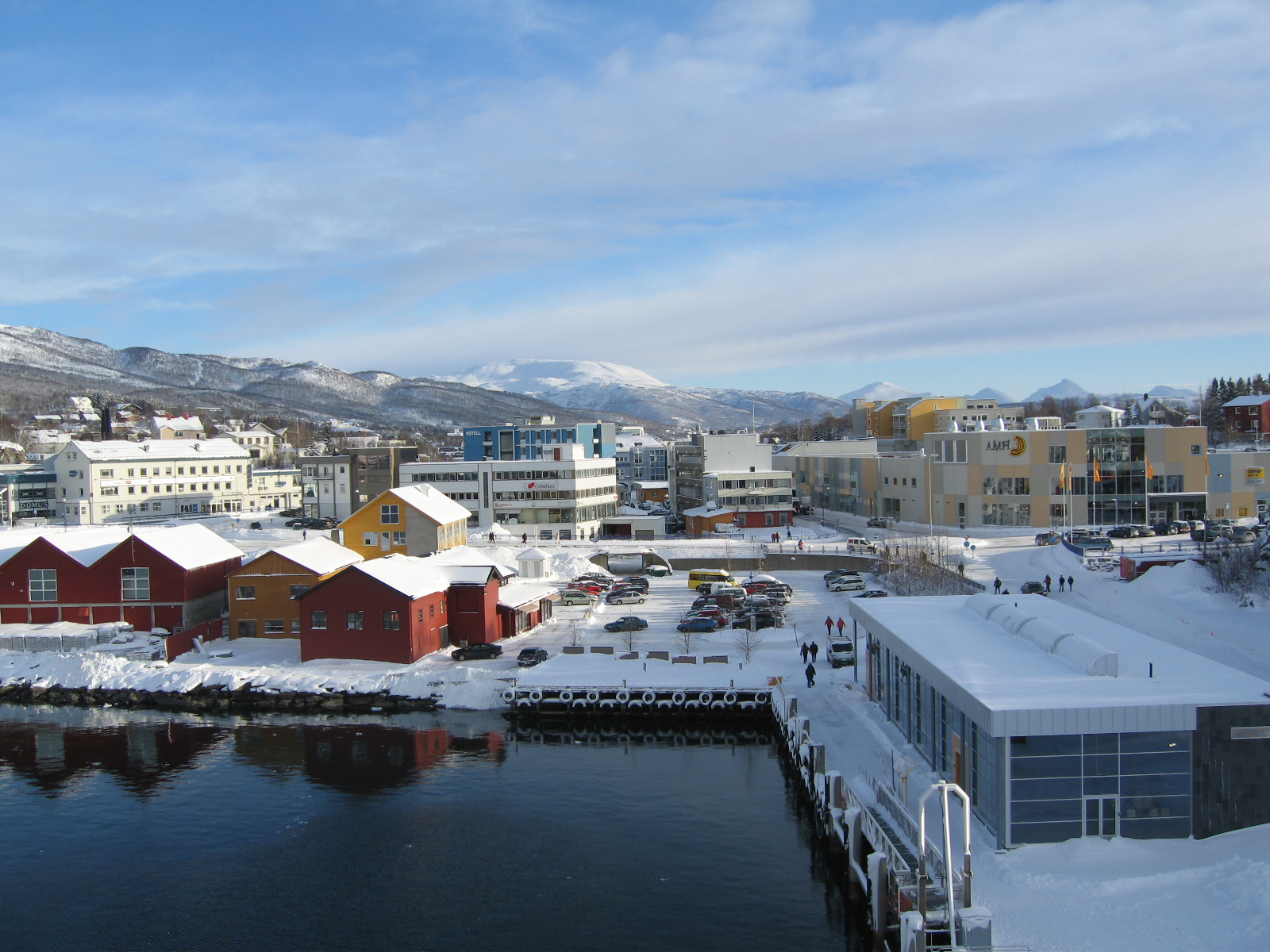
冬日景象

芬斯內斯（挪威語：Finnsnes）是挪威特羅姆斯郡塞尼亚市镇内的城鎮及其行政中心。位於該國北部挪威海沿岸，毗鄰塞尼亞島，面積3.42平方公里，2011年人口4,236。鎮上的大型購物中心啟用於2005年。

## 
- 塞尼亚市镇官方网站 （页面存档备份，存于） （挪威文）

69°14′N 17°59′E / 69.233°N 17.983°E